# Strohbär

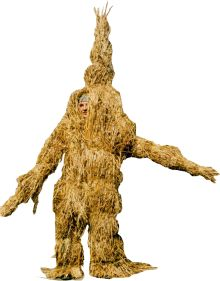
Weizenstrohbär aus Empfingen

Der Strohbär ist eine Figur der schwäbisch-alemannischen und der fränkischen Fastnacht. Er war in allen landwirtschaftlich geprägten Dörfern verbreitet, in denen Fastnacht gefeiert wurde. Seine Strohhülle konnte aus allen geernteten Stroharten bestehen. Dazu gehören z. B. langhalmiges Weizen-, Roggen- und Haferstroh oder das Stroh der Futtererbse (Erbsenbär).

## Geschichte

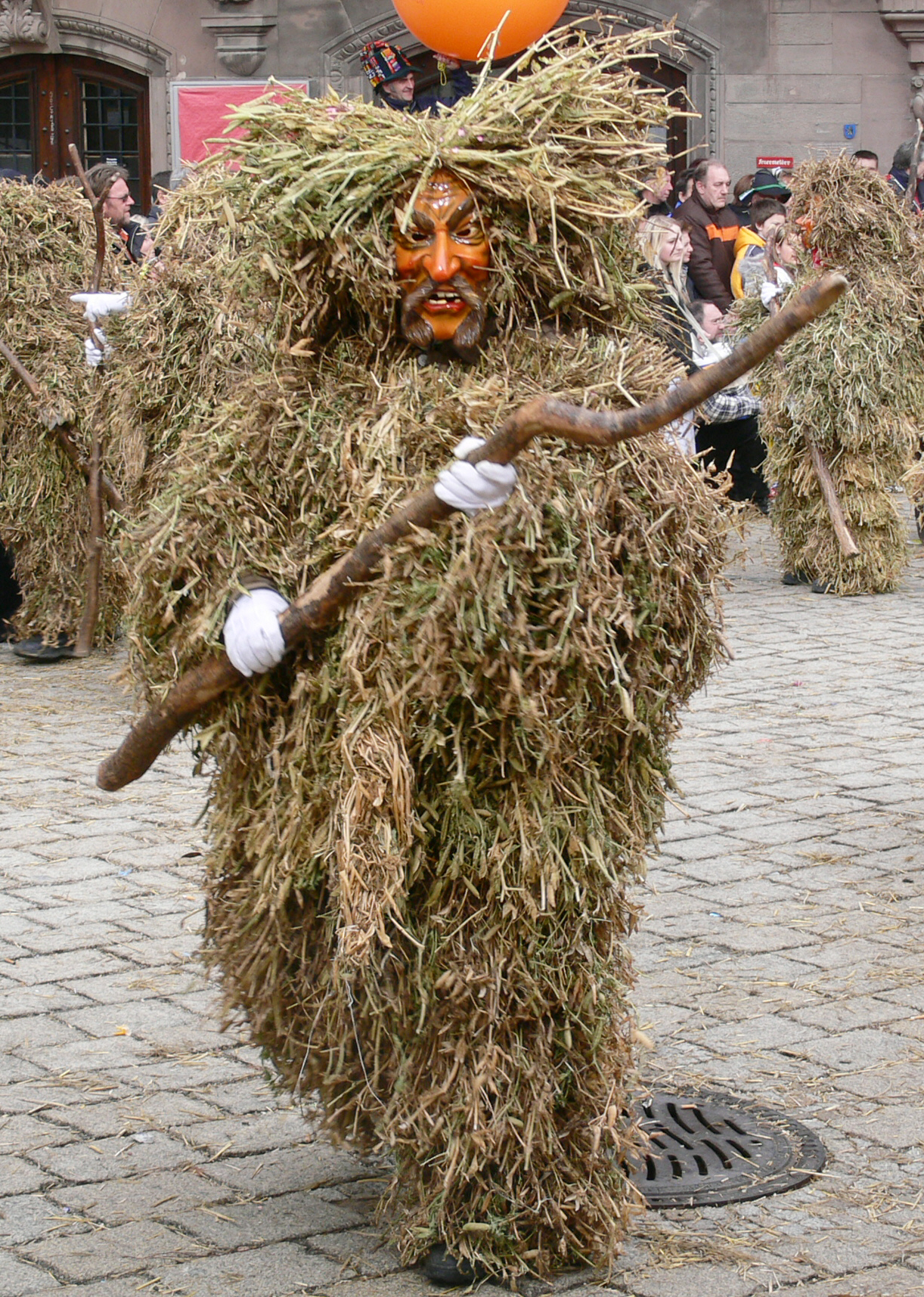
„Hooriger Bär“ der Poppelezunft Singen

Ideengeschichtlich leitet sich der Strohbär von der im Mittelalter häufig verwendeten Figur des Wilden Mannes ab, der als Fastnachtsfigur zusammen mit dem Narr seinen Ausgangspunkt im ausgehenden Mittelalter hat. Der Wilde Mann stand für Unheil, Gottesferne und auch stellvertretend für den Teufel. Ursprünglich war die Figur mit Moos oder Fell bekleidet und kann als Vorläufer des Strohbären angesehen werden. Beide werden der Gruppe der gottesfernen Figuren zugeordnet.

Vielfach wird der Umtrieb des Strohbären fälschlicherweise als Austreibung des Winters gedeutet. Der christliche Kontext des Fastnachtsfestes gibt der Forschung keinen haltbaren Beleg; die Begründung solcher Überlegungen sind vielmehr in den germanischen Kontinuitätsprämissen der Fastnacht des 19. und 20. Jahrhunderts zu suchen.
Ein drastischer Rückgang des Strohbärenbrauches erfolgte durch den technischen Umbruch der Landwirtschaft in den Jahren nach dem Zweiten Weltkrieg. Zum einen veränderten sich die Anbau- und Erntemethoden des Getreides, so beispielsweise die Verkürzung der Strohlänge durch Spritzen der Felder mit chemischen Halm-Verkürzern und das Ernten mit dem Mähdrescher. Das Verhäckseln und Pressen des schon zu kurz gewachsenen Strohes machte es zum Einbinden der Bären fast unbrauchbar. Zeitgleich verstärkte sich auch die Neigung, Fastnachtsbräuche zu ästhetisieren und in neuen Fasnachtsfiguren mit geschnitzten Holzlarven aufzutreten.
Neben dem edleren Erscheinungsbild hatte das Tragen einer Holzmaske auch den Vorteil, das aufwändige und staubige Strohbärentreiben zu umgehen.
Nur in wenigen Orten überdauerte das Strohbärentreiben, wodurch das Wissen um die schwierige und zeitaufwendige Einbindetechnik nur noch spärlich an die nächsten Generation übergehen konnte. In Empfingen im Landkreis Freudenstadt zog am Fasnachtsmontag und -dienstag eine Gruppe bettelnd durch den Ort und gab die Technik des Einbindens an die Jüngeren weiter.
Ungewollt und unbewusst wurde in Empfingen um 1980 die Nähe zum mittelalterlichen Wilden Mann wiederhergestellt, als nach einer dürftigen Strohernte zwei Personen mit Tannenreisig als Bären eingebunden und die „Reisigbären“ geboren waren. Einen alternativen Weg fanden Singen und Leipferdingen, sie ersetzten die Technik des Einbindens durch die Anfertigung von genähten Strohkostümen. Für das genähte Strohbärenkostüm des Narrenvereins Ewattingen wird hingegen Naturbast verwendet.

## Verbreitung der Strohbären
Über weite Teile des Bundesgebietes verstreut gibt es noch die Strohbärenbräuche. Schwerpunkte sind neben Südwestdeutschland vor allem Hessen und Thüringen.
Neben der Fastnacht bewegen sich Strohgestalten auch an anderen Festtagen des Kirchenjahres. Eine bedeutende Rolle spielt außerhalb der Fastnacht das Brauchtum des Kirmesbären. Ursprünglicher Inhalt aller dieser Strohvermummungsbräuche ist der Heischeumgang. Dabei spielte innerhalb einer Heischegruppe die Strohfigur die wichtigste Rolle und der Darsteller im Stroh bekam von den gesammelten Gaben (Eier, Wurst, Speck) einen höheren Anteil als der Rest der Gruppe. Die Gaben wurden sehr oft gemeinsam verzehrt. Nach dem Heischeumgang befreite man den Darsteller aus seiner Vermummung und das schweißdurchnäßte Stroh wurde anschließend verbrannt.

## Noch in Naturstroh verhüllte Figuren (Schwäbisch-Alemannische Fastnacht)

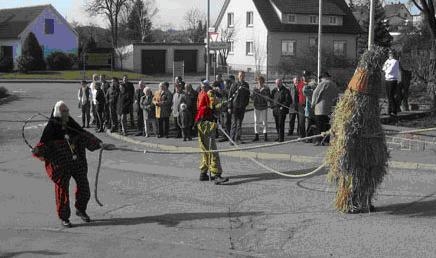
Strohbärtreiben in Wilflingen

(sortiert nach Umgangstag)

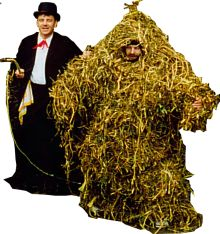
Erbsenstrohbär aus Empfingen

- Strohbär der Alten Beisdorfer Fasnet Binsdorf (Umzug eine Woche vor dem Fasnetssonntag)[3]
- Strohmann Sigmaringendorf (Schmotziger Donnerstag)
- Urstrohmann Geisingen-Leipferdingen (Schmotziger Donnerstag)
- Strohbär Bubsheim (Schmotziger Donnerstag)[4]
- Hooriger Bär Singen (Fastnachtssamstag)
- Stroh- und Reisigbären Empfingen (Fastnachtssonntag)
- Strohbär Nendingen (Fastnachtssonntag)
- Strohbär Dotternhausen (Fastnachtsmontag)
- Strohbär Oberelchingen (Fastnachtsmontag)
- Äschadreppler Hirschau (Tübingen) (Fastnachtsmontag)
- Strohbär Böttingen (Fastnachtsdienstag)
- Strohbär Wellendingen-Wilflingen (Fastnachtsdienstag)
- Strohbär Wellendingen (Fastnachtsdienstag)

## Strohbären der Fränkischen Fastnacht
- Strohbär Buchen (Odenwald) (Fastnachtssonntag)
- Strohbär Walldürn (Fastnachtsmontag)
- Strohbär Großrinderfeld (Fastnachtsdienstag)
- Strohbär Zellingen (Rosenmontag)
- Strohbär Marktheidenfeld (Faschingsdienstag)
- Strohbär Bedheim (Aschermittwoch)

## Strohfiguren außerhalb Schwäbisch-Alemannischer Fastnacht
(sortiert nach Umgangstag)
Weihnachtszeit und Fastnacht

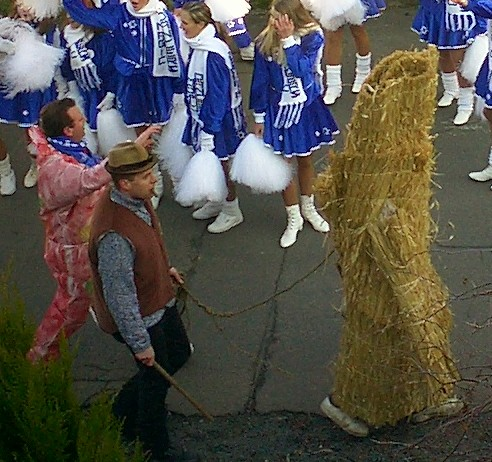
Strohbär aus Naturstroh in Kripp

- Ungetsheim (Stadt Feuchtwangen), Bayern (Strohbelzi am 24. Dezember)
- Strohberta Trebgast (Oberfranken), Bayern (24. Dezember)
- Pelzmärtle Sprollenhaus (Bad Wildbad), Baden-Württemberg (24. Dezember)
- Pelzmärtle Nonnenmiß (Bad Wildbad), Baden-Württemberg (24. Dezember)
- Milbitz bei Rottenbach, Thüringen (27. Dezember)
- Ützhausen, Hessen (27. Dezember)
- Uckersdorf, Hessen (Neujahr)
- Glinde (Stadt Barby), Sachsen-Anhalt (Lichtmess im Umzug durch das Dorf)
- Fischbach/Rhön, Thüringen (Lichtmess)
- Empfertshausen, Thüringen (Lichtmesssonntag)
- Kripp (Rheinland), Rheinland-Pfalz (Fastnachtssamstag)
- Wehre (Schladen-Werla), Niedersachsen (Fastnachtssamstag)
- Mülheim (Eifel), Nordrhein-Westfalen, (Faschingssamstag)
- Effeltrich (Oberfranken), Bayern (Faschingssonntag)
- Frohngau (Eifel), Nordrhein-Westfalen[5] (Fastnachtsmontag)
- Leiberg (Stadt Bad Wünnenberg), Nordrhein-Westfalen (Rosenmontag)
- Erfurtshausen, Hessen (Fastnachtsdienstag)[6][7]
- Mardorf (Amöneburg), Hessen (Fastnachtdienstag)[8] ... der Schittebär (mdal.)
- Muschenheim, Hessen (Fastnachtsdienstag)
- Mottgers, Hessen (Fastnachtsdienstag)
- Ulfa, Hessen (Fastnachtsdienstag)
- Trais-Horloff, Hessen (Fastnachtsdienstag)
- Roßdorf (Amöneburg), Hessen (Fastnachtdienstag) ... der Schittebär (mdal.). Zurzeit ruht dieser Brauch.[9]
- Ruppertsburg, Hessen (Fastnachtsdienstag)
- Rüdigheim (Amöneburg), Hessen (urspr. Fasnachtdienstag / mdal. Foasenoacht. Zurzeit findet der Umzug mit dem Schuttebär (mdal.) an einem der Wochenenden vor dem Rosenmontag statt.)[10][11][12]
- Münster (Laubach), Hessen (Fastnachtsdienstag)
- Orlamünde, Thüringen (Fastnachtsdienstag)
- Bitburg-Mötsch (Eifel), Rheinland-Pfalz (Fastnachtsdienstag)
- Pomster (Eifel), Rheinland-Pfalz (Fastnachtsdienstag)
- Eichenrod/Vogelsberg, Hessen (Fastnachtsdienstag)
- Untersotzbach, Stadt Birstein, Main-Kinzig-Kreis, (Faschingsdienstag)
- Apfelstädt, Thüringen (Fastnachtsdienstag und Aschermittwoch)
- Friemar, Thüringen (Fastnachtsdienstag und Aschermittwoch)
- Heldra, Hessen (Aschermittwoch)
- Ruschberg, Rheinland-Pfalz (Fastnachtsdienstag)

Pfingsten
- Külz und Neuerkirch (Hunsrück), Rheinland-Pfalz (Pfingstmontag)

Kirchweih
- Großeicholzheim (Odenwald), Baden-Württemberg (Kirchweih)
- Westerengel, Thüringen (zur Kirmes, Umzug durch das Dorf)
- Landkreis Nordhausen, Thüringen (zur Kirmes, Umzug durch das Dorf; Erwesbär oder Ärwesbär)[13]
- Plankenfels (Oberfranken), Bayern (Kirchweih)
- Wüstenstein (Oberfranken), Bayern (Kirchweih)
- Herda (Berka/Werra), Thüringen (Kirmesmontag)
- Horn (Hunsrück), Rheinland-Pfalz (Kirmesmontag)

## Strohfiguren in anderen europäischen Ländern
- Straw Bear Whittlesey, Großbritannien (Plough Day)
- Strohschab Bad Mitterndorf, Österreich (5. Dezember)